# Tadas Eliošius
Tadas Eliošius (* 1. März 1990 in Ukmergė) ist ein litauischer Fußballspieler.

## Leben
Eliošius lebte bis zu seinem 13. Lebensjahr in seiner Geburtsstadt Ukmergė im Bezirk Vilnius. Dort besuchte er die Fußball-Sektion in der Sportschule Ukmergė. Sein erster Trainer war Romas Kiulkis (* 1958). Auf Einladung des Trainers Antanas Vingilys spielte er für das Fußballteam der Sportschule Marijampolės žaidimų sporto mokykla in Marijampolė.
Sein jüngerer Bruder Tautvydas Eliošius (* 1991) ist ebenfalls Fußballspieler. Er spielt auch für die Nationalmannschaft Litauens.

## Karriere
Seine Profi-Karriere begann Tadas Eliošius beim Zweitligisten FK Vilkmergė in Ukmergė. Dann spielte er bei litauischen Vereinen wie FK Vėtra und FC Vilnius in der litauischen Hauptstadt Vilnius sowie ab 2011 bei FK Sūduva in Marijampolė. Seit Oktober 2015 spielt er als Stürmer bei FK Lietava in der litauischen Mittelstadt Jonava.
In der Nationalmannschaft Litauens spielt Eliošius seit 2010. Er debütierte im November 2010 gegen Ungarn.